# Monastère bénédictin de Schlüchtern
Le monastère de Schlüchtern est une ancienne abbaye bénédictine à Schlüchtern dans la haute vallée de la Kinzig, dans le Land allemand de la Hesse. Aujourd'hui, le bâtiment abrite le lycée « Ulrich-von-Hutten-Gymnasium (de) » et le centre de formation de musique d'église de l'Église évangélique de Kurhessen-Waldeck, actuel propriétaire du monastère.
Le lieu était dédié à Sainte Marie. La structure la plus ancienne qui subsiste, une crypte, date du début de la période carolingienne et est structurellement proche d'autres éléments architecturaux aux environs de l'abbaye de Fulda. Au-delà de ce repère architectural et historique, les premiers temps du monastère sont inconnus.

## Premières traces écrites

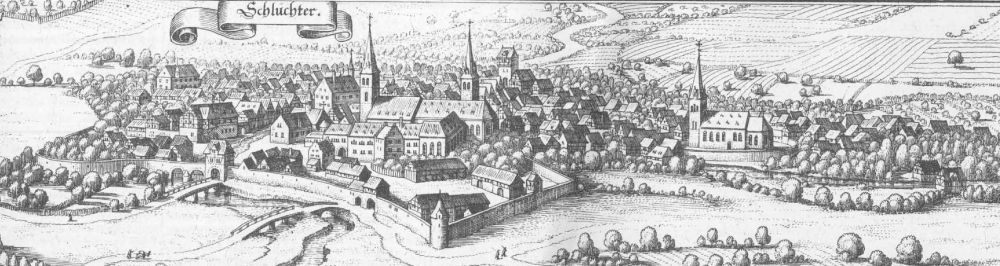
Schlüchtern dans la Topographia Hassiae de Matthäus Merian 1655 ; au centre, le monastère.

Les premiers témoignages tangibles datent du Xe siècle : en 993, le monastère fut transféré au diocèse de Würzburg, selon un document qui a été falsifié à l'époque et daté de 788. Après une vive dispute avec l'abbé Bero, qui dut alors partir en 1116, les conventuels élurent leur propre abbé. En 1213, l'église Saint-Michel fut incorporée au monastère. L'institution connut une période de prospérité durant les XIIe et XIIIe siècles. En 1334, le monastère fut excommunié après la double élection épiscopale de Würzburg en 1333 où Hermann II. Hummel von Lichtenberg l'emporta contre Otto II von Wolfskeel. Après sa mort en 1335, le monastère se trouva dans une situation difficile par rapport à l'évêque Otton II de Wolfskeel qui ne reconnut pas l'abbé Hartmann II, élu par la convention en 1335. Son successeur, Hermann I, vint de l'abbaye de Fulda et eut beaucoup de mal à affirmer son autorité. En 1344, il partit pour l'abbaye bénédictine de Saint-Étienne à Würzburg.

## Souveraineté de Hanau

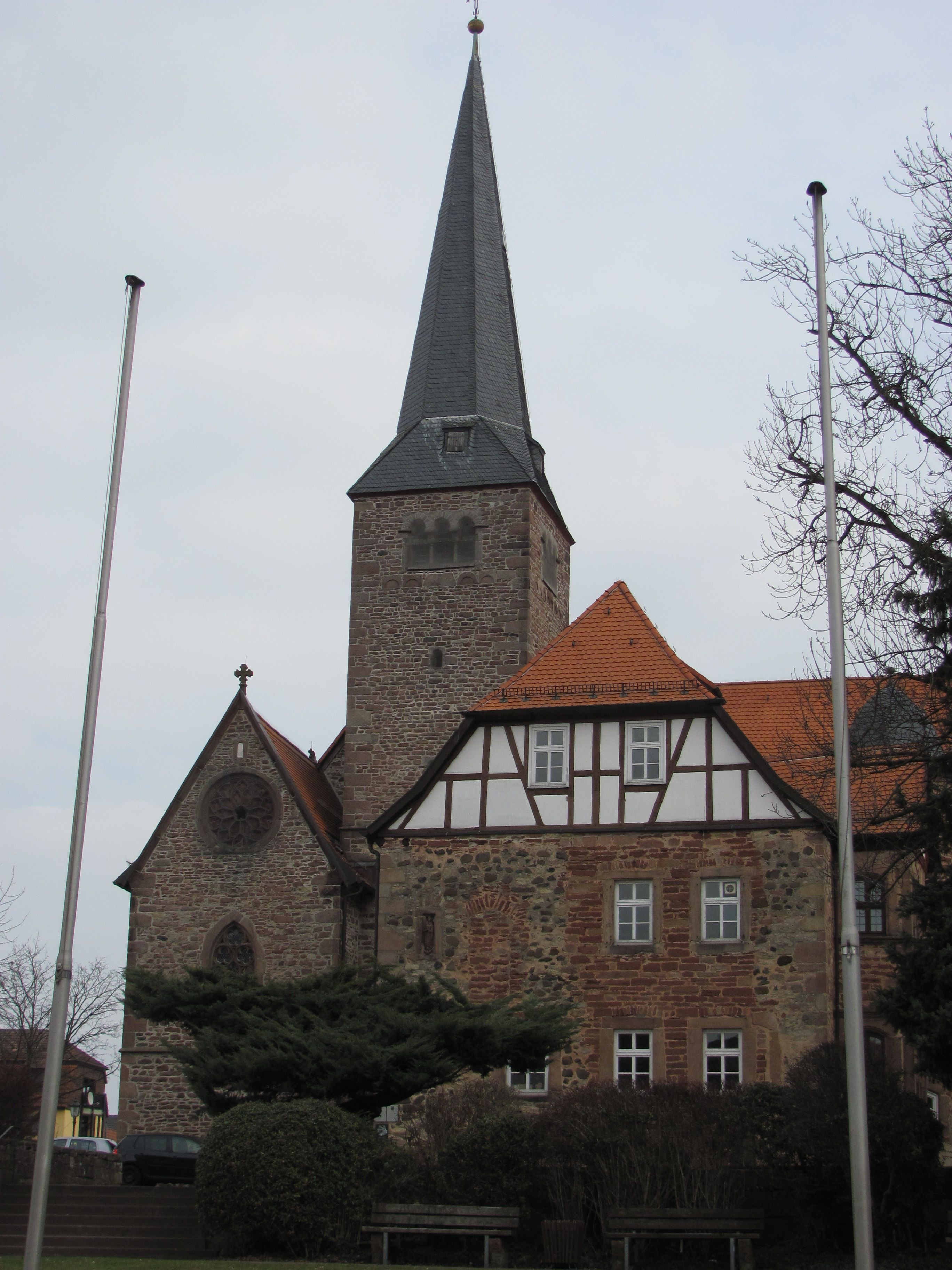
Façade ouest de l'ancien monastère bénédictin.

En 1316, Ulrich II de Hanau acheta aux comtes de Rieneck la moitié de la juridiction et du bailliage Schlüchtern, qui comprenait également le bailliage du monastère. Légalement c'était un fief de l'évêque de Würzburg, qui accepta cette vente. Jusqu'à l'élection de l'abbé Guillaume Ier en 1370, la nomination de l'abbé au monastère de Schlüchtern dépendait de deux facteurs : dans de nombreux cas, une élection par la convention du monastère est attestée et la nomination par l'évêque de Würzburg est nécessaire, mais le bailli n'a aucune influence. Hanau reçut la seconde moitié de la juridiction et du bailliage de Schlüchtern en 1377 en échange du château de Büttert. Hanau détenait désormais tout le bailliage. Dans le même temps, le monastère s'endetta de plus en plus, phénomène qui concernait beaucoup d'autres grands propriétaires terriens de l'époque avec le passage d'une économie de subsistance à une économie basée sur la monnaie. Dans le cas des institutions ecclésiastiques, leur déclin économique s'accompagnait d'une sécularisation des conventuels et faisait connaître à l'ensemble de l'Église une crise qui aboutit finalement à la Réforme. Au monastère de Schlüchtern, cette crise conduisit à une vive dispute entre le couvent et l'abbé au sujet des revenus du monastère qui étaient dus soit au couvent dans son ensemble, soit à l'abbé seul. En 1413, le différend sous l'abbé Dietrich II s'intensifia à un tel point que les deux parties demandèrent un arbitrage de l'évêque diocésain de Würzburg, Johann II von Brunn, et du bailli Reinhard II von Hanau. L'arbitrage ne fut pas durablement couronné de succès. Dans les années 1430, le conflit éclata à nouveau et l'abbé fut désormais accusé de négliger ses devoirs religieux. Sous la pression de Reinhard II, qui s'était entre-temps élevé au rang de comte, Dietrich II dut démissionner en 1436. Aussitôt le comte présenta à l'évêque un successeur : l'abbé Jean II. Depuis lors, le bailli contrôla la succession de l'abbé. Lors de l'élection de l'abbé suivant, Johann III., en 1457, le comte Philippe Ier de Hanau-Münzenberg exerça une influence prépondérante. L'abbé était probablement élu par le couvent, comme c'était la coutume jusqu'alors, mais il devait ensuite confirmer au comte qu'il était devenu abbé par son influence et devait lui accorder des droits de contrôle étendus sur le monastère. Étonnamment, l'évêque de Würzburg ne souleva aucune objection et confirma Jean III. Dix ans plus tard, le monastère fut à nouveau en émoi : le prieur et le couvent s'opposaient farouchement à leur abbé, accusé d'extravagance et de mondanité. Le différend s'envenima : il se tint un procès devant la curie de Rome, le comte et l'évêque de Würzburg tentèrent de trancher : en vain. Enfin, le comte Philippe Ier démit l'abbé le 22 octobre 1470. L'élection du successeur, Christian Ier, se déroula probablement sous la pression du comte de Hanau, bien qu'il n'y ait aucune preuve de cela. Mais pour l'élection de son successeur, Christian II, en 1498, la présence d'envoyés du comte de Hanau est attestée. De plus, lors de l'élection suivant au cours de laquelle Petrus Lotichius entra en fonction, il n'y a aucune preuve directe de l'influence de Hanau. Cependant, cet abbé, Lotichius, ouvre le monastère à la Réforme, il a donc besoin d'un allié solide contre le diocèse catholique romain de Würzburg et est donc très proche des comtes de Hanau. Les deux abbés suivants, Siegfried Hettenus (1567-1585) et Nikolaus I (1585-1592) sont protestants et doivent prêter serment d'allégeance au comte de Hanau lors de leur entrée en fonction. La tutelle du comte Philipp Ludwig II, encore mineur, interdit même au dernier abbé, Jean IV, de conserver son propre sceau : il était ainsi devenu fonctionnaire de Hanau et le monastère était intégré au gouvernement de l'État.
Après la mort de Johann IV en 1609, Melchior Goldast postula auprès du comte Philipp Ludwig II de Hanau-Münzenberg pour le poste d'abbé. Cependant, le comte poursuivit une politique ecclésiastique strictement réformée, si bien que le maintien d'un monastère ne lui semblait pas opportun. Il ne lui concéda pas le poste, mais décerna à Melchior Goldast le titre de conseiller honoraire.

## Époque moderne

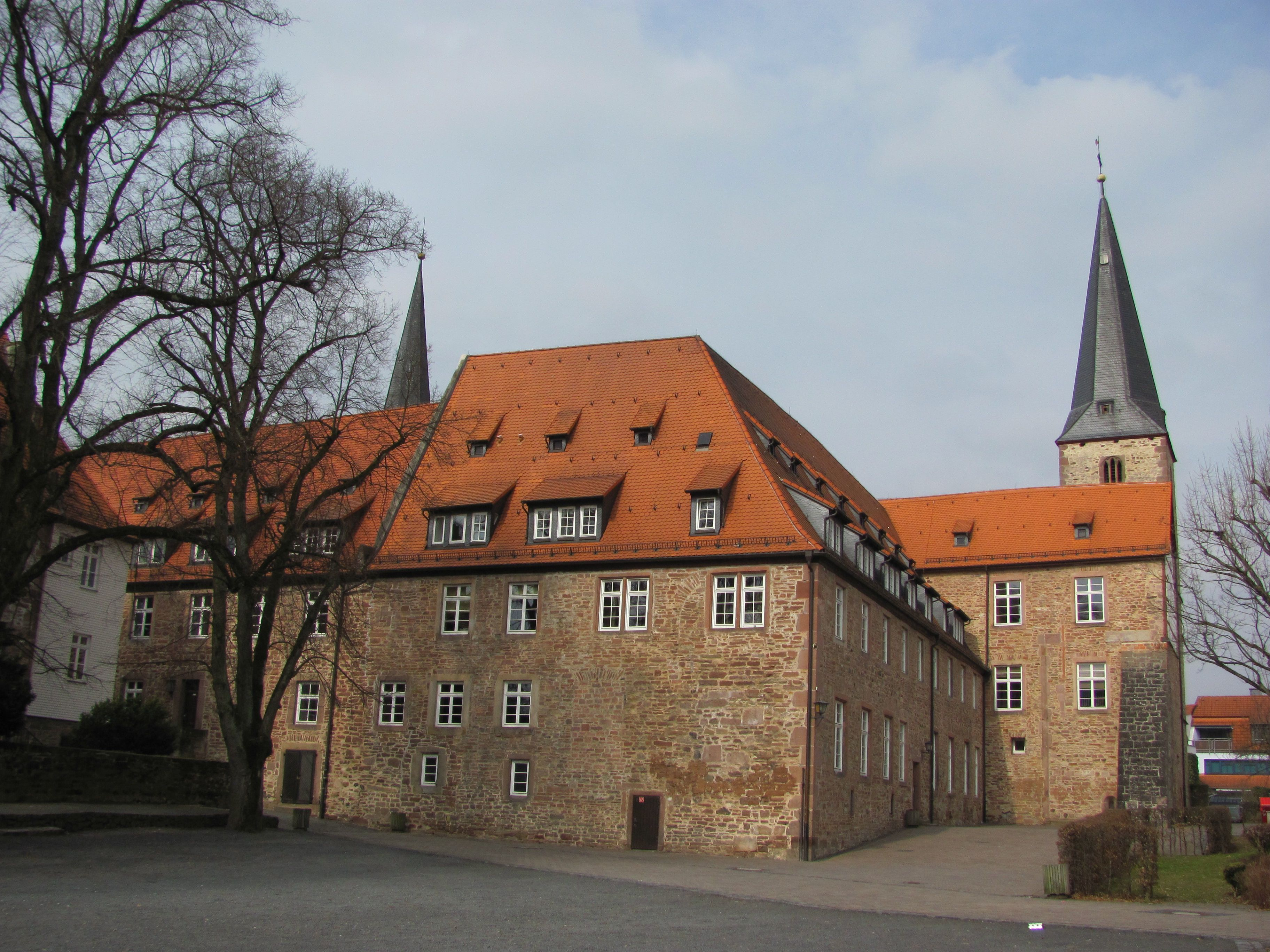
Vue depuis le sud-ouest : le bâtiment du cloître à gauche, les restes du chœur de l'église à droite.

Pendant la Guerre des Paysans de 1525, le monastère est temporairement abandonné. À partir de 1540, la Réforme est progressivement introduite à Schlüchtern, comme dans tout le comté de Hanau. La première indication extérieure en fut le mariage du conventuel Johannes Widmann (Salicetus) avec Elisabeth Nothacker de Schlüchtern. Il dut alors quitter le monastère, mais devint pasteur à Windecken, poste qu'il occupa jusqu'à sa mort en 1555. Cependant, la constitution monastique fut maintenue jusqu'en 1609 et le monastère continua de fonctionner comme une école latine.
Des tensions apparaissent entre le comté et le diocèse de Würzburg après la Réforme. Un procès de longue haleine devant la chambre impériale dura de 1571 à 1624 et se termina par un mandat de restitution en faveur de Würzburg. De 1628 à 1631, le monastère et le district de Schlüchtern furent donc occupés par Würzburg, de 1631 à 1637 à nouveau par Hanau et à partir de 1637 à nouveau par Würzburg. En 1656, un règlement fut conclu dans lequel Hanau l'emporta contre Würzburg et céda Bad Orb au diocèse. Avant même cela, Hanau avait progressivement intégré le monastère à sa souveraineté. Depuis l'élection de l'abbé Jean III. en 1457, dès leur entrée en fonction, les abbés prêtaient serment d'allégeance au comte de Hanau-Münzenberg. Le dernier abbé du monastère, Jean IV, est alors nommé en 1592 sans même être élu par le souverain. Le monastère fut ensuite utilisé comme lycée dans la période post-Réforme.
Avec la mort du dernier comte de Hanau, Johann Reinhard III., le district - avec l'ensemble du comté de Hanau et aussi le monastère - échoient au Landgraviat de Hesse-Cassel, dont le régent est élevé au rang d'électeur en 1803. Pendant la guerre de Sept Ans (1756-1763), l'église du monastère est détruite et en 1820, le chœur est démoli. Le lycée qui avait utilisé les bâtiments du monastère fut victime des réformes scolaires du grand-duc Karl Theodor von Dalberg en 1812, dont le territoire, le grand-duché de Francfort, comprenait Schlüchtern de 1810 à 1813. En 1836, un séminaire d'enseignants est construit avec un remodelage étendu des bâtiments médiévaux.

## Architecture

### Période carolingienne
Le plus ancien élément subsistant est la partie ouest de la crypte carolingienne. Elle est apparentée à des installations similaires dans le monastère bénédictin de Petersberg près de Fulda et l'Einhardsbasilika à Michelstadt-Steinbach. Les découvertes archéologiques montrent que l'église carolingienne avait trois nefs.

### Période romane
Au XIe siècle, l'église est agrandie vers l'ouest dans le style roman et comporte un clocher qui sera ensuite remanié dans le style gothique, en réutilisant des matériaux antérieurs. C'est aussi au XIe siècle que la chapelle Sainte-Catherine est construite dans le prolongement ouest du bas-côté sud. On y trouve les pierres tombales de Tamburg von Hutten († 1354) et de l'abbé Petrus Lotichius († 1567).
Au début du XIIIe siècle, l'église est également agrandie vers l'est : une niche voûtée en berceau est ajoutée à la crypte à l'Est, le chœur est rallongé et on aménage des chapelles latérales. Celle du nord, la chapelle Saint-André, a survécu jusqu'à nos jours.

### Gothique
Le bas-côté nord a reçu une extension ouest au milieu du XIVe siècle, la chapelle Hutten à deux étages, une fondation de Frowin von Hutten et de sa femme Tamburg.
Dans la première moitié du XVe siècle, la nef de l'église est en grande partie démolie et remplacée par une église-halle gothique, consacrée en 1446. Une partie des piliers de la nef utilisait des fondations carolingiennes. À la même époque, la tour nord-est est construite.
Une autre chapelle gothique a été intégrée dans l'aile ouest du cloître, construit plus tard.

### Renaissance
La plupart des bâtiments du monastère ont été remaniés entre 1508 et 1519 dans le style Renaissance avec une façade ouest à pignon à redans et une tour d'escalier ronde. Un oriel a été ajouté en 1583. La cuisine du monastère, bien conservée et voûtée en croisée d'ogives, possède son propre puits, et est accessible depuis l'angle sud-ouest du cloître.

### Utilisation
Au XIXe siècle, l'établissement est transformé en séminaire d'enseignants et sévèrement endommagé : des faux plafonds sont installés dans l'église, les ouvertures des fenêtres médiévales sont murées et de nouvelles percées sont faites dans les murs.
Néanmoins, ces mesures ont évité la démolition totale, un grand nombre de traces des constructions médiévales ont été préservées, ce qui a fait du bâtiment du monastère un objet historique architectural particulièrement intéressant. Certains des bâtiments ont également été historiquement "améliorés", par ex. B. la tour ouest dotée d'un portail néo-roman.

## Lieux de sépulture

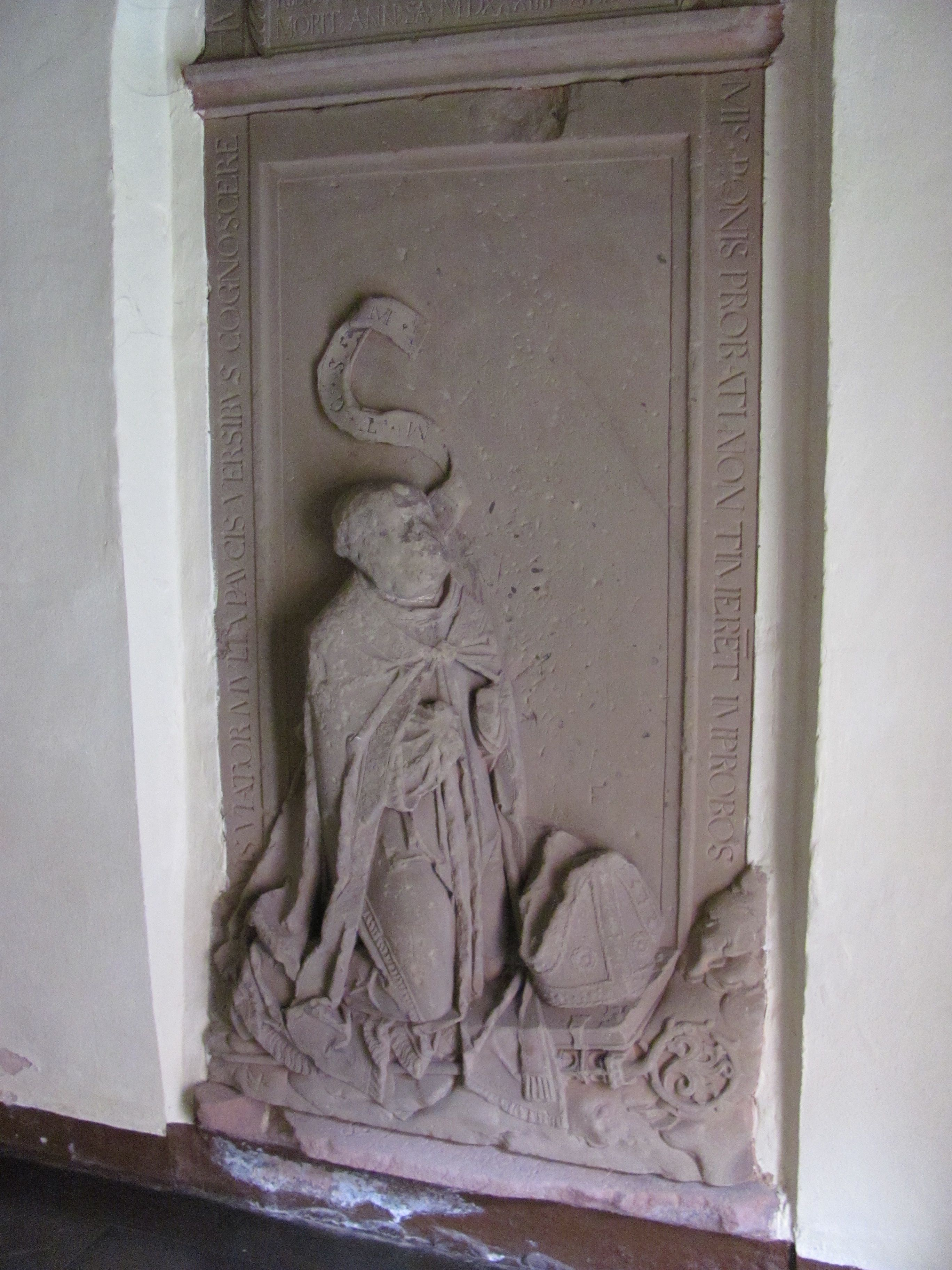
Tombeau de l'abbé Christian Happ

- Tambourg de Hutten († 1354)
- Marguerite d'Ebersberg († 1356)
- Frowin de Hutten († 1377)
- Corbeau de Hutten († 1529)
- Abbé Christian Happ († 1534)
- Abbé Petrus Lotichius († 1567)
- Comte Albrecht de Hanau († 1614)[9]
- Catherine de Hutten († 1617)
- Cunigonde de Trümbach († 1621)

## Utilisation contemporaine
L'installation est maintenant utilisée par le lycée Ulrich von Hutten-Gymnasium et le centre de formation de musique d'église de l'Église évangélique  (KMF).

## Liste des abbés
| Nom de famille                  | Période              | Note                                                                         |
| Sigizio                         | 1018-1029            | † sept-avril 1029                                                            |
| ?                               | ?                    | successeur immédiat inconnu                                                  |
| Ébo                             | nommé en 1099        | peut-être jusqu'en 1106                                                      |
| Béro                            | 1106-1116            | En 1116, il se rendit à l'abbaye de Lambach comme abbé                       |
| Wortwin                         | nommé en 1118        |                                                                              |
| ?                               | ?                    | successeur immédiat inconnu                                                  |
| Mangold                         | 1144-1160            |                                                                              |
| Ulrich I                        | 1166, nommé en 1167  |                                                                              |
| Wolbrand                        | vers 1184–vers. 1192 | Preuve incertaine                                                            |
| Jean I                          | 1192, nommé en 1196  |                                                                              |
| Hugo                            | 1220, nommé en 1221  |                                                                              |
| Dietrich I                      | nommé en 1226        |                                                                              |
| Wiegand                         | nommé en 1249        |                                                                              |
| Ulrich II                       | nommé en 1270        | "Oldarich"                                                                   |
| Conrad I                        | 1274-1278            | Premier abbé dont le sceau a survécu.                                        |
| Henri                           | nommé en 1279        | une seule mention                                                            |
| Conrad II                       | nommé 1282           | une seule entrée ; † avant 1299                                              |
| Hartmann I                      | 1299-1332            |                                                                              |
| Hartmann II de Katzenbiss       | 1335                 | Démission 1336, † 1347                                                       |
| Hermann Ier de Reith            | 1336-1344            | élu abbé de l'abbaye bénédictine de Saint Etienne à Würzburg en 1344; † 1357 |
| Hartmann III.                   | 1345-1365            |                                                                              |
| Herman II                       | 1365                 |                                                                              |
| Bertold                         | 1366-1369            |                                                                              |
| Guillaume Ier de Lauter         | 1370-1398            |                                                                              |
| Dietrich II de Faulhaber        | 1398-1436            | Démission; † 1443                                                            |
| Jean II Zollner                 | 1436-1456            |                                                                              |
| Jean III par Gils               | 1457-1470            | déposé en 1470; † après 1478                                                 |
| Guillaume II de Lauter          | 1470-1471            |                                                                              |
| Christian Ier Heydloff          | 1471-1498            |                                                                              |
| Christian II Happ               | 1498-1534            |                                                                              |
| Peter Lotichius (Peter Lotz)    | 1534-1567            | introduit la Réforme                                                         |
| Siegfried Hettenus              | 1567-1585            | protestant, marié                                                            |
| Nicolas Ier Daniel dit Schönbub | 1585-1592            | protestant                                                                   |
| Jean IV Wankel                  | 1592-1609            | protestant                                                                   |

## Bailliage
Le bailliage du monastère était exercé par un certain nombre de familles nobles régionales, dont la dernière, Hanau, intégra le monastère à sa propre souveraineté .
| Période    | Seigneurie                  | Seigneurie               | Notes                                                              |
| ---------- | --------------------------- | ------------------------ | ------------------------------------------------------------------ |
| avant 1099 | inconnue                    | inconnue                 |                                                                    |
| 1099       | de Grumbach-Rothenfels      | de Grumbach-Rothenfels   | Première mention 1099                                              |
|            | Trimberg                    | Moitié sud               |                                                                    |
| 1243/1245  | Trimberg                    | Steckelberg-Brandenstein |                                                                    |
| 1303       | Trimberg                    | Maître de cuisine        | mis en gage.                                                       |
| 1307       | Trimberg                    | Rieneck Rothenfels       |                                                                    |
| 1316       | Trimberg                    | Hanau                    | Rieneck-Rothenfels vend à Hanau                                    |
| 1366       | Hanau                       | Hanau                    | Trimberg met en gage à Hanau                                       |
| 1371       | Trimberg vendu à von Hoelin | Hanau                    | Trimberg vend à von Hoelin                                         |
| 1377       | Hanau                       | Hanau                    | Hoelin vend à Hanau                                                |
| vers 1500  | Hanau                       | Hanau                    | Le bailliage est absorbé dans la souveraineté des comtes de Hanau. |